# Сен-Мішель (станція метро)
48°51′12″ пн. ш. 2°20′36″ сх. д. / 48.853287581727° пн. ш. 2.3434684519689° сх. д.
Сен-Мішель (фр. Saint-Michel) — станція  4-ї лінії паризького метрополітену. 
Відкрита 9 січня 1910 року, розташована на межі V та VI округів Парижа  під однойменною площею, на честь якої і найменована. 

## Конструкція
Односклепінна станція мілкого закладення типу горизонтальний ліфт (глибина закладення — 15,4 м) з двома береговими платформами на дузі.
Через близькість Сени станція складається з трьох сталевих кесонів – один для переходу на станцію Сен-Мішель — Нотр-Дам і два для доступу з кожного кінця – які були зібрані на поверхні, а потім опущені на місце.

Довжина платформи 110 метрів, що трохи більше звичайного для 4-ї лінії станцій 90-105 м.

## Визначні місця
У кроковій досяжності знаходяться:
- Собор Паризької Богоматері
- Латинський квартал
- Фонтан Сен-Мішель[en]
- Площа Сен-Мішель[en]
- Набережна Сен-Мішель[fr]
- Площа Сен-Андре-де-Арт[fr]
- Міст Сен-Мішель

## Пересадка
- Автобуси: 21, 27, 38, 58, 87, 96
- Noctilien: N12, N13, N14, N21, N122
- на станцію RER лінії B і C, Сен-Мішель — Нотр-Дам, через яку можна дістатися до станції лінії 10 Клюні — Ля-Сорбонн.